# Statutul moral al animalelor în istoria antică

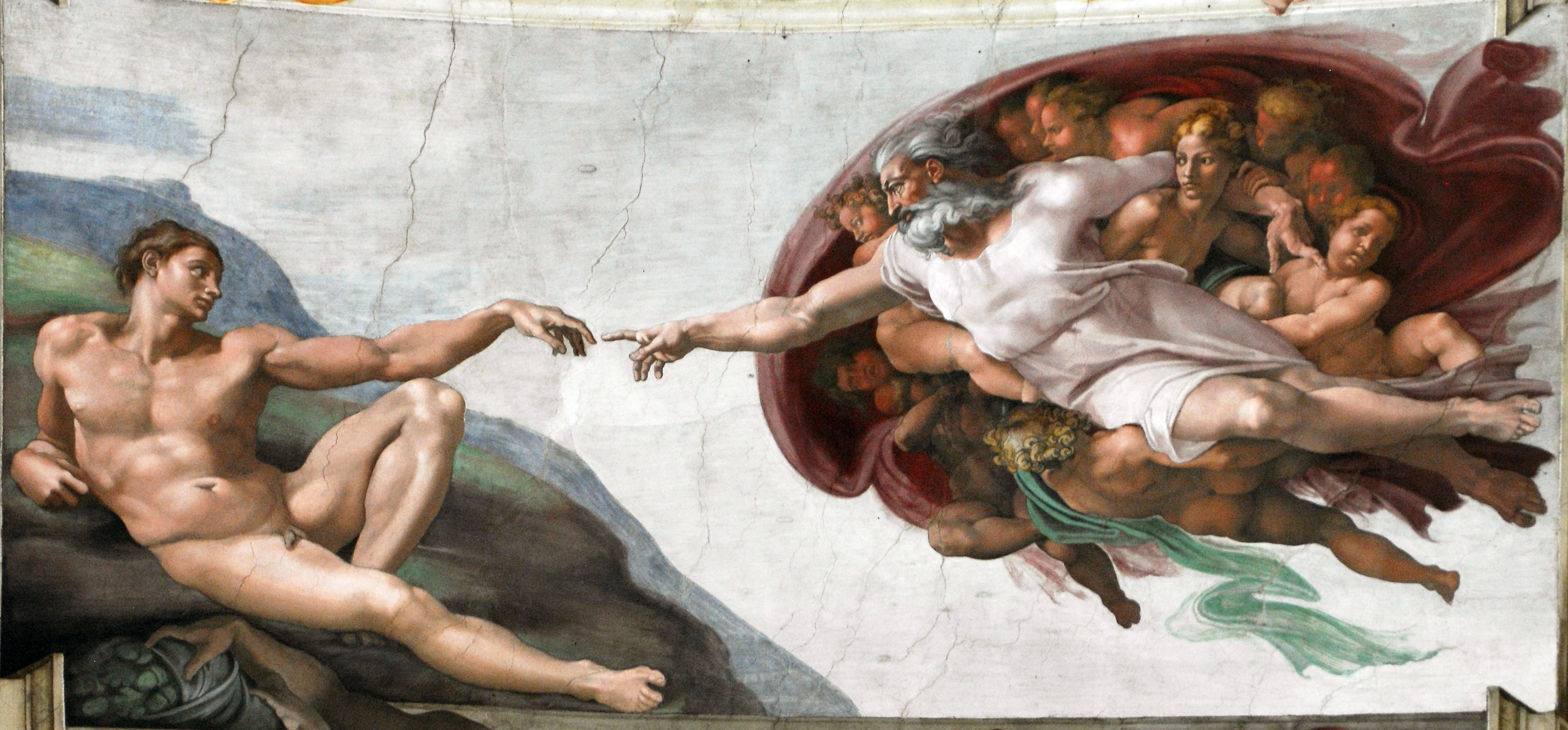
Creaţia lui Adam a lui Michelangelo. Cartea Geneza a evocat idei timpurii despre ierarhia divină și că Dumnezeu împarte trăsături cu umanitatea, precum intelectul și simțul moralității, pe care ființele non-umane nu le posedă.

Dezbaterile secolului XXI despre cum oamenii ar trebui să se comporte cu animalele durează de prin istoria antică. Ideea că folosul animalelor de către oameni—pentru hrană, îmbrăcăminte, divertisment și ca subiecte de cercetare—este acceptabil din punct de vedere etic își are originea din două surse principale. Prima este ideea unei ierarhii divine bazată pe conceptul teologic de „stăpân”, din Cartea Genezei (1:28), unde lui Adam îi este dat „să stăpânească peste peștii mării, peste păsările cerului, peste vite, peste tot pământul și peste toate târâtoarele care se mișcă pe pământ”. Deși conceptul de stăpânire nu trebuie să implice drepturi de proprietate, a fost, de-a lungul secolelor, interpretat pentru a presupune o formă de posesiune.
A doua constă în ideea conform căreia animalele sunt inferioare din cauză că duc lipsă de raționalitate și limbă, și merită, ca atare, mai puțină considerație decât ființele umane, sau chiar deloc.  Dezvoltând mai departe, apare noțiunea că animalele individuale nu au identitate morală separată: un porc e doar un exemplu al clasei de porci, iar responsabiltatea sau grija umană se aplică unei clase, nu individului. Aceasta duce la argumentul că folosul unui animal este acceptabil atâta timp cât specia nu este amenințată cu extincția.